# Старый Новый год (фильм, 1980)
«Старый Новый год» — советский телефильм в жанре сатирической комедии, поставленный режиссёрами Наумом Ардашниковым и Олегом Ефремовым по мотивам одноимённой пьесы Михаила Рощина в 1980 году.
Жители только что заселённого большого дома каждый по-своему встречают наступление Старого Нового года. Праздник этот не имеет ни конца, ни начала, не знает ни своих, ни чужих — он бродит из квартиры в квартиру вместе с новоиспечёнными соседями.

## Сюжет
Канун Старого Нового года. Две самых обычных по советским меркам семьи, живущих в одном доме — представители рабочего класса Себейкины и интеллигенции Полуорловы — справляют праздник, при этом у Себейкиных ещё и новоселье. Также к обеим семьям практически в одно и то же время захаживает Иван Адамыч — вездесущий и довольно нетрезвый сосед-пенсионер, бывший лифтёр, капельдинер и вообще заслуженный человек, объединяющий весь дом и часто цитирующий Книгу Екклесиаста, а также мысли Гегеля и Руссо.
Пётр Полуорлов возвращается вечером домой, где всё готово для праздника, в плохом расположении духа. Он разочарован в жизни и во всех своих достижениях. Материальные блага и обустроенная квартира — это не то, ради чего он жил. Жена, родственники и друзья не понимают, почему он вдруг решил выбросить из квартиры на лестничную площадку мебель, телевизор и пианино. Пётр Себейкин тоже не находит общего языка с родными. Он трудился всю жизнь, стремился к благополучию и достатку в семье, но всё это вдруг только приводит к раздражению жены, зависти родственников и осуждению со стороны сварливой тёщи.
Полуорлов и Себейкин, рассорившись с родными и хлопнув дверями, уходят с лучшими друзьями из своих квартир. Две мужские компании, не без помощи Ивана Адамыча, объединяются в бане, где им после парилки и кружки пива предстоит понять, как жить дальше.

## В ролях
| Актёр                | Роль                                                        |
| -------------------- | ----------------------------------------------------------- |
| Вячеслав Невинный    | Пётр Фёдорович Себейкин                                     |
| Ксения Минина        | Клава Себейкина                                             |
| Анастасия Немоляева  | Лиза, дочь Себейкиных                                       |
| Александр Калягин    | Пётр Николаевич Полуорлов                                   |
| Ирина Мирошниченко   | Клава (Клавдия Михайловна) Полуорлова                       |
| Валентин Карманов    | Федя, сын Полуорловых                                       |
| Виктор Петров        | Вася (Василий Иванович), друг Себейкина                     |
| Георгий Бурков       | Павел Петрович, тесть Себейкина                             |
| Валерия Дементьева   | Марья Ивановна, тёща Себейкина                              |
| Татьяна Забродина    | Люба, двоюродная сестра Себейкина                           |
| Владимир Трошин      | Любин муж, работник месткома,                               |
| Борис Щербаков       | студент, сын Любы и её мужа, двоюродный племянник Себейкина |
| Наталья Назарова     | Нюра, сноха Любы, жена студента                             |
| Пётр Щербаков        | Гоша, друг Полуорлова, баянист                              |
| Лилия Евстигнеева    | Инна, сестра Полуорлова, жена Гоши                          |
| Марина Добровольская | Даша, подруга Валерика                                      |
| Вячеслав Степанов    | Валерик, однокашник Полуорлова                              |
| Евгения Ханаева      | Анна Романовна, тётя Клавы Полуорловой                      |
| Евгений Евстигнеев   | Иван Адамыч, вездесущий сосед                               |
| Татьяна Никитина     | гостья                                                      |
| Сергей Никитин       | гость с гитарой                                             |

## Съёмочная группа
- Автор сценария: Михаил Рощин
- Режиссёры-постановщики: Наум Ардашников, Олег Ефремов
- Операторы-постановщики: Наум Ардашников, Григорий Шпаклер
- Художники-постановщики: Борис Бланк, Владимир Фабриков
- Композитор: Сергей Никитин
- Песня на стихи Борис Пастернака

## Музыка и живопись в фильме
Для некоторых просмотр именно этого фильма под Старый Новый год означает то же самое, что непременная «Ирония судьбы…» 31 декабря.
- В фильме впервые прозвучала песня Сергея Никитина «Снег идёт» на стихи Бориса Пастернака, в которой упоминаются Святки и Новый год. Эта песня выпущена фирмой «Мелодия» на пластинках, магнитофонных бобинах и аудиокассетах «Свема». Также в фильме звучит отрывок из песни «Весеннее танго» в исполнении Сергея и Татьяны Никитиных.
- В фильме звучат песни «Let It All Be Music» группы «Boney M.» и «Mammy Blue».
- В квартире Полуорловых Гоша исполняет на баяне «Полёт шмеля».
- Утром после праздника Клава Полуорлова под аккомпанемент Анны Романовны исполняет «Элегию» Массне. Одновременно Себейкины поют на кухне русскую народную песню «Однажды морем я плыла».
- Себейкины и их гости, празднуя Старый Новый год за столом, поют романс «Хасбулат удалой». Одновременно в квартире Полуорловых исполняют песню Баснера и Матусовского «Берёзовый сок».
- В квартире Полуорловых висит репродукция картины «Постоянство памяти» Сальвадора Дали.
- В квартире Себейкиных на стене висит ковёр с изображением «Охотников на привале» Василия Перова и репродукция «Богатырей» Виктора Васнецова.

## Съёмки
Причиной съёмки фильма послужил успех спектакля «Старый Новый год» в постановке Олега Ефремова (МХАТ). При этом в кинокартине сыграл почти тот же актёрский состав, что участвовал и в спектакле.
В самом конце второй серии фильма главные герои проезжают мимо здания МХАТа, которое берётся крупным планом.
Фильм снят за две недели, но летом, зимние пейзажи вставили позже. Премьера состоялась 2 января 1981 года в 18:45 по Первой программе ЦТ.
В концовке фильма герои выходят из Сандуновских бань. Но съёмки в самих банях велись не в Сандунах, а, вероятнее всего, в Центральных банях на Театральном проезде или в павильонах «Мосфильма».
Фильм стал одной из наиболее значительных работ в творчестве Наума Ардашникова, а также второй (после фильма «Строится мост») и последней режиссёрской киноработой Олега Ефремова. Также в этом фильме последнюю свою кинороль сыграла Валерия Дементьева.
В фильме состоялся актёрский дебют Анастасии Немоляевой, а также дуэта Сергея и Татьяны Никитиных.

## Видео
С 1990 года фильм выпущен на видеокассетах кинообъединением «Крупный план». Перевыпущен в начале 2000-х годов компанией «Мастер Тэйп» на VHS.
В 2000-е годы отреставрированная версия этого фильма была выпущена на DVD кинообъединением «Крупный план» со звуком Dolby Digital.